# سینه‌راستک‌های ماگو
سینه‌راستک‌های ماگو (نام علمی: Magosternarchus) نام یک سرده از تیره کاردماهی شبح است.